# Mormodes lineata
Mormodes lineata Bateman ex Lindl. 1841 es una especie epífita de la familia de las orquidáceas.

## Distribución y hábitat
Encontrada en México, Guatemala, El Salvador y Honduras en elevaciones de 500 a 1000 m s. n. m.

## Descripción
Es una orquídea de medio tamaño que prefiere el clima cálido a fresco, epífito con pseudobulbo   oblongo-cónico, ligeramente comprimido y envuelto basalmente por vainas que dan lugar a hojas oblongo-elípticas que son caducas y ccuya floración que se produce en el otoño y el invierno en una inflorescencia basal de 22 cm de largo con varias, unas 15, flores fragantes en racimo con flores. Flores en la misma inflorescencia puede ser polimórficos o en otras palabras, tienen diferentes formas.

## Nombres comunes
- Inglés:  longitudinally striped mormodes

## Sinonimia
- Mormodes histrio Linden & Rchb.f. 1859[1]